# Top of the World (The Carpenters)
"Top of the World" is een nummer van het Amerikaanse duo The Carpenters. Het nummer werd uitgebracht op hun album A Song for You uit 1972. Op 17 september 1973 werd het nummer in de VS, Canada en Europa uitgebracht als de vijfde single van het album. Op 5 november dat jaar volgden Australië, Nieuw-Zeeland en Japan.

## Achtergrond
"Top of the World" is opgenomen voor het Carpenters-album A Song for You uit 1972. Oorspronkelijk was het niet de bedoeling dat het op single zou worden uitgebracht. In 1973 coverde countryzangeres Lynn Anderson het nummer als titeltrack van haar album Top of the World. Deze versie bereikte de tweede plaats in de Amerikaanse countrylijsten en piekte op de 74e positie in de Billboard Hot 100.
Na het succes van deze cover zagen de Carpenters het hitpotentieel van "Top of the World" en brachten zij een nieuwe versie van het nummer, opgenomen voor het compilatiealbum The Singles: 1969–1973, uit op single. Deze versie, die werd gemaakt omdat zangeres Karen Carpenter niet geheel tevreden was over de originele versie, bereikte in thuisland de VS de nummer 1-positie in de Billboard Hot 100 en was na "(They Long to Be) Close to You" de tweede nummer 1-hit voor het duo. Ook werd het een nummer 1-hit in Canada en Australië, terwijl in het Verenigd Koninkrijk de single de 5e positie in de UK Singles Chart bereikte.
In Nederland werd de plaat op zaterdag 20 oktober 1973 verkozen tot Alarmschijf van de week op Radio Veronica en bereikte de 14e positie in de Nederlandse Top 40. In de Hilversum 3 Top 30 / Daverende Dertig op de publieke popzender Hilversum 3 werd de 12e positie bereikt.
In België bereikte de plaat de de 27e positie in de voorloper van de Vlaamse Ultratop 50 en de 20e positie in de Vlaamse Radio 2 Top 30. In Wallonië werd géén notering behaald.
Sinds de editie van december 2001 staat de plaat onafgebroken genoteerd in de jaarlijkse NPO Radio 2 Top 2000 van de Nederlandse publieke radiozender NPO Radio 2, met als hoogste notering een 408e positie in 1999.
De B-kant, het nummer Heather, was het nummer dat tijdens Het laatste uur van zeezender Veronica te horen was tijdens de speech van Rob Out. Hierna ging de zender uit de ether. Later werd hetzelfde nummer gebruikt als achtergrondmuziek voor het item De plaat en zijn verhaal in diverse programma's van het inmiddels gelegaliseerde Radio Veronica.
De plaat is gebruikt in de films Shrek Forever After (2010) en Dark Shadows (2012).
"Top of the World" is gecoverd door onder meer Clodagh Rodgers (als The Maguires met haar zus Lavinia en haar broer Louis), Ray Conniff, Ami Aspelund, Dana Winner, The Sugarcubes, The Petersens, Me First and the Gimme Gimmes en Slim Whitman.

## Hitnoteringen
Alarmschijf van de week op Radio Veronica op 20-10-1973.

### Nederlandse Top 40
| Hitnotering: 27-10-1973 t/m 24-11-1973 | Hitnotering: 27-10-1973 t/m 24-11-1973 | Hitnotering: 27-10-1973 t/m 24-11-1973 | Hitnotering: 27-10-1973 t/m 24-11-1973 | Hitnotering: 27-10-1973 t/m 24-11-1973 | Hitnotering: 27-10-1973 t/m 24-11-1973 | Hitnotering: 27-10-1973 t/m 24-11-1973 |
| Week                                   | 1                                      | 2                                      | 3                                      | 4                                      | 5                                      |                                        |
| -------------------------------------- | -------------------------------------- | -------------------------------------- | -------------------------------------- | -------------------------------------- | -------------------------------------- | -------------------------------------- |
| Positie                                | 24                                     | 15                                     | 14                                     | 22                                     | 37                                     | uit                                    |

### Hilversum 3 Top 30 / Daverende Dertig
| Hitnotering: 27-10-1973 t/m 17-11-1973 | Hitnotering: 27-10-1973 t/m 17-11-1973 | Hitnotering: 27-10-1973 t/m 17-11-1973 | Hitnotering: 27-10-1973 t/m 17-11-1973 | Hitnotering: 27-10-1973 t/m 17-11-1973 | Hitnotering: 27-10-1973 t/m 17-11-1973 |
| Week                                   | 1                                      | 2                                      | 3                                      | 4                                      |                                        |
| -------------------------------------- | -------------------------------------- | -------------------------------------- | -------------------------------------- | -------------------------------------- | -------------------------------------- |
| Positie                                | 25                                     | 21                                     | 12                                     | 22                                     | uit                                    |

### NPO Radio 2 Top 2000
| Nummer met noteringen in de NPO Radio 2 Top 2000 | '99 | '00 | '01 | '02 | '03 | '04 | '05 | '06 | '07 | '08 | '09 | '10 | '11 | '12 | '13 | '14 | '15 | '16 | '17 | '18  | '19  | '20  | '21  | '22  | '23  | '24  |
| ------------------------------------------------ | --- | --- | --- | --- | --- | --- | --- | --- | --- | --- | --- | --- | --- | --- | --- | --- | --- | --- | --- | ---- | ---- | ---- | ---- | ---- | ---- | ---- |
| Top of the World                                 | 408 | -   | 567 | 518 | 652 | 496 | 491 | 492 | 517 | 520 | 499 | 456 | 698 | 672 | 805 | 791 | 898 | 720 | 761 | 1093 | 1071 | 1041 | 1079 | 1224 | 1204 | 1217 |

1. ↑  Een '-' betekent dat het nummer niet was genoteerd en een vetgedrukt getal geeft de hoogste notering aan.

### Evergreen Top 1000
| Evergreen Top 1000 "Top of the World | Evergreen Top 1000 "Top of the World | Evergreen Top 1000 "Top of the World | Evergreen Top 1000 "Top of the World | Evergreen Top 1000 "Top of the World | Evergreen Top 1000 "Top of the World | Evergreen Top 1000 "Top of the World | Evergreen Top 1000 "Top of the World | Evergreen Top 1000 "Top of the World | Evergreen Top 1000 "Top of the World | Evergreen Top 1000 "Top of the World | Evergreen Top 1000 "Top of the World | Evergreen Top 1000 "Top of the World | Evergreen Top 1000 "Top of the World | Evergreen Top 1000 "Top of the World | Evergreen Top 1000 "Top of the World | Evergreen Top 1000 "Top of the World |
| Jaar                                 | 2008                                 | 2009                                 | 2010                                 | 2011                                 | 2012                                 | 2013                                 | 2014                                 | 2015                                 | 2016                                 | 2017                                 | 2018                                 | 2019                                 | 2020                                 | 2021                                 | 2022                                 | 2023                                 |
| ------------------------------------ | ------------------------------------ | ------------------------------------ | ------------------------------------ | ------------------------------------ | ------------------------------------ | ------------------------------------ | ------------------------------------ | ------------------------------------ | ------------------------------------ | ------------------------------------ | ------------------------------------ | ------------------------------------ | ------------------------------------ | ------------------------------------ | ------------------------------------ | ------------------------------------ |
| Positie                              | 55                                   | 101                                  | 104                                  | 104                                  | 136                                  | 158                                  | 31                                   | 92                                   | 177                                  | 203                                  | 70                                   | 132                                  | 138                                  | 151                                  | 164                                  | 174                                  |